# Eduard Eichens

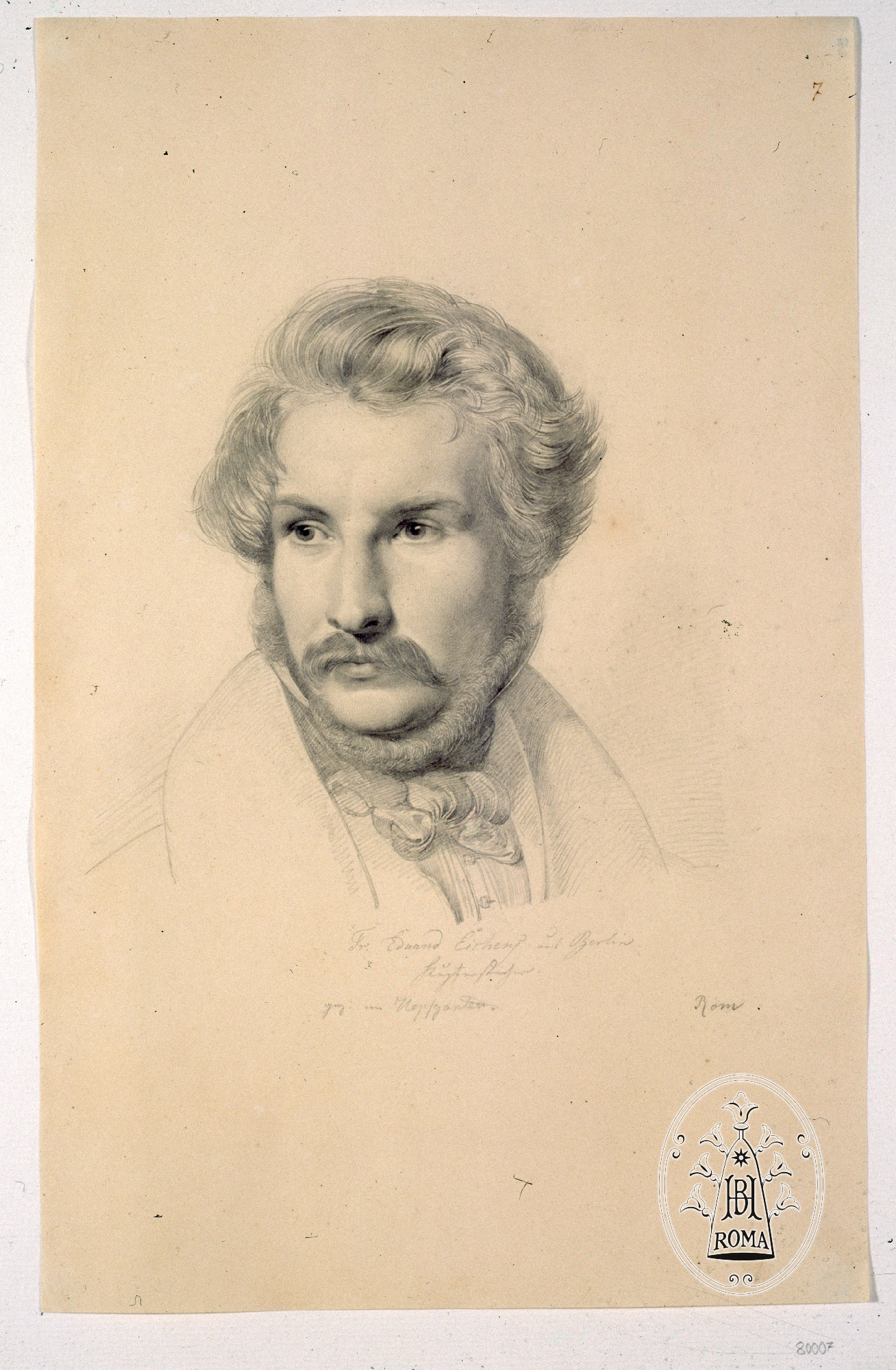
Porträt Friedrich Eduard Eichens, gezeichnet von August Ferdinand Hopfgarten, Rom um 1830

Friedrich Eduard Eichens (* 27. Mai 1804 in Berlin; † 5. Mai 1877 ebenda) war ein deutscher Kupferstecher.

## Werdegang
An der Kunstakademie seiner Heimatstadt war Eichens u. a. Schüler von Ludwig Buchhorn. Durch die Unterstützung seines Lehrers ging Eichens später für einige Zeit nach Paris, um dort an der École des Beaux-Arts Malerei zu studieren und im Louvre die alten Meister kennenzulernen. Danach ging Eichens nach Italien und wurde in Parma Schüler von Paolo Toschi. Nach seiner Rückkehr ließ sich Eichens als freischaffender Künstler wieder in Berlin nieder. Später wurde als Professor für Kupferstich mit einem Lehrauftrag an der Kunstakademie betraut.
Drei Wochen vor seinem 73. Geburtstag starb Friedrich Eduard Eichens am 5. Mai 1877 in Berlin.
Sein jüngerer Bruder Philipp Hermann Eichens (1813–1886) war gleichfalls als Kupferstecher und Lithograph tätig, seine Tochter Anna Eichens betätigte sich als Blumen- und Früchtemalerin.

## Künstlerisches Werk

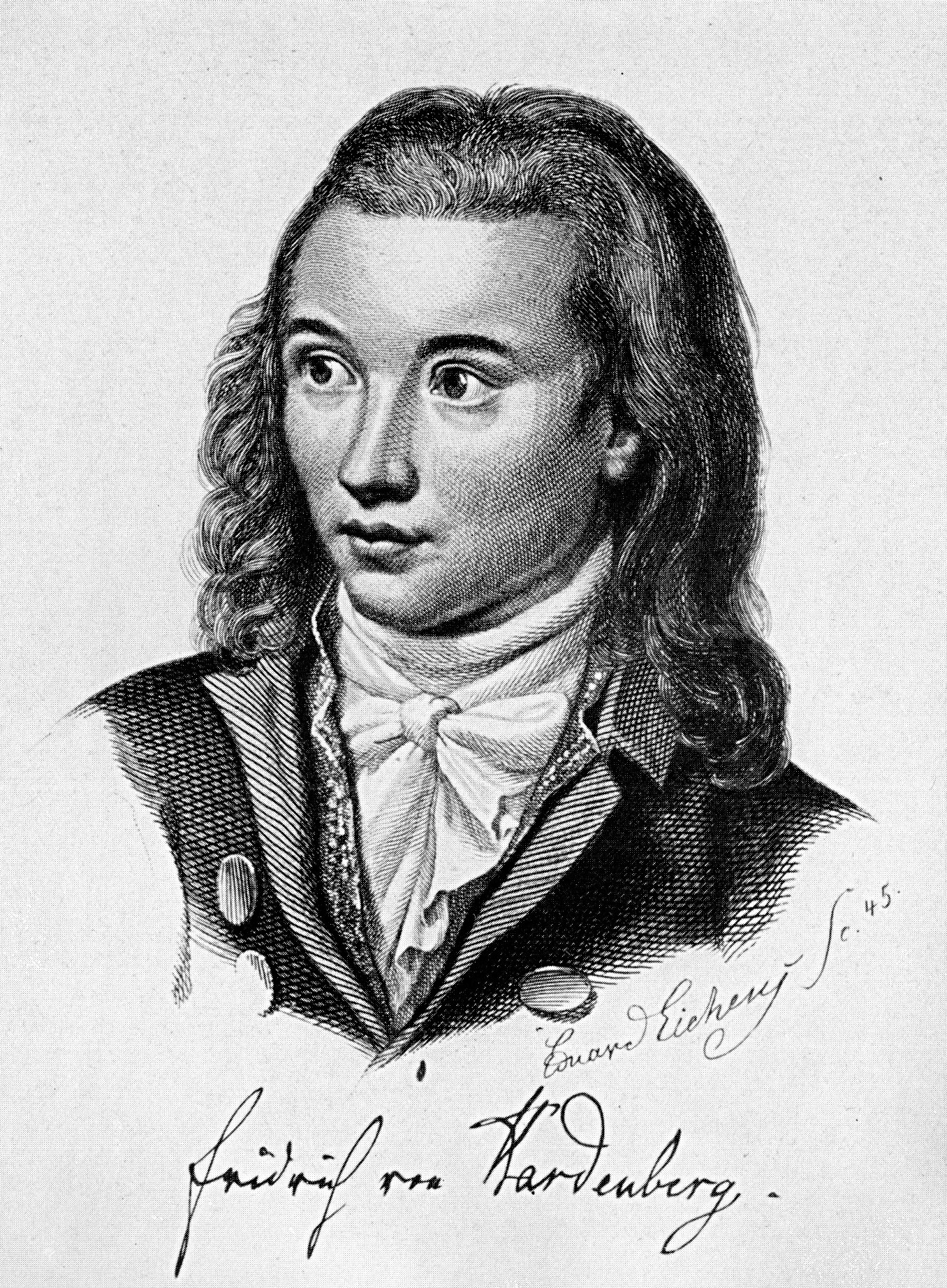
Novalis

Eichens schuf vor allem Porträts berühmter Zeitgenossen, teils nach Vorlagen, wie etwa den wirkmächtigen Stahlstich, den er 1845 für die Werkausgabe von Friedrich von Hardenberg (Novalis) gestaltete.
Darüber hinaus thematisierte er oft auch kirchliche und historische Themen. U.a. schuf er mehrere Blätter nach Wilhelm von Kaulbachs Wandgemälden im Neuen Museum in Berlin und aus dessen Shakespeare-Galerie.

### Werke (Auswahl)
- Die Anbetung der heiligen drei Könige (1836, nach Raffael)
- Die heilige Magdalena (1837, nach Domenichino)
- Novalis (1845, nach dem undatierten Originalgemälde, das sich heute im Oberwiederstedter Schloss befindet)
- Friedrich der Große als Kronprinz (1846, nach Antoine Pesne)